# جوزيف سانت جون
جوزيف سانت جون هو سياسي كندي، ولد في 17 يوليو 1854 في بروك في كندا، وتوفي في 7 أبريل 1907. حزبياً، نشط في حزب أونتاريو المحافظ التقدمي. وقد انتخب عضو برلمان مقاطعة أونتاريو.